# BDF-521
BDF-521是一個遙遠的星系，紅移z=7.008，相當於光到達地球的128.9億光年的距離。